# Население Братиславы
Братислава — город с довольно долгой демографической историей, которая во многом типична для городов Центральной Европы. По данным последней переписи 2001 года в столице Словакии проживало 428 672 человек. С середины 1990-х годов число смертей в городе превышает число рождений, поэтому наблюдается прогрессирующая естественная убыль населения (425 459 чел. по оценке на 2008 год). Средняя плотность населения — 1157 чел/км².

## Динамика численности населения
| Население Братиславы |           |      |           |      |           |      |           |
| Год                  | Население | Год  | Население | Год  | Население | Год  | Население |
| 1720                 | 11 000    | 1880 | 48 000    | 1950 | 184 400   | 2010 | 432 060   |
| 1786                 | 31 700    | 1900 | 61 500    | 1961 | 241 800   | 2012 | 414 391   |
| 1802                 | 29 600    | 1910 | 78 200    | 1970 | 291 100   | 2016 | 424 428   |
| 1820                 | 34 400    | 1921 | 93 200    | 1980 | 380 300   | 2017 | 429 564   |
| 1846                 | 40 200    | 1930 | 123 800   | 1991 | 442 197   |      |           |
| 1869                 | 46 500    | 1939 | 138 500   | 2001 | 428 672   |      |           |

В средние века население города росло крайне медленно, в основном за счёт немецких, венгерских колонистов, а также высокого естественного прироста евреев. Темпы роста населения значительно возросли в XX веке, когда в город начали прибывать словацкие крестьяне. Ныне город разделяется на 5 районов с латинской нумерацией. Подавляющее большинство населения составляют словаки. Из-за особого географического положения города у австрийской границы потенциал его роста во многом исчерпан.

## Демографическая история Братиславы
С конца 1950-х подавляющее большинство населения города составляют словаки (свыше 90 %), однако долгое время город был одним из самых многонациональных в Европе. Первое неолитическое поселение на месте современного города Братислава существовало уже 7 тысяч лет назад . Однако первые письменные упоминания о Братиславе как о славянском поселении относятся к X веку. Впервые Братислава была упомянута в Зальцбургских летописях в 907 году в связи с падением Великой Моравии и поглощением словацких земель Венгерским королевством. 

### Германизация
В XI-XII веках при поддержке венгерской знати, стремящейся нейтрализовать словацкое влияние, усиливается приток немецких колонистов, постепенно монополизовавших экономическую сферу жизнедеятельности города. Венгры сохраняют в своих руках административно-политические рычаги. В 1536—1830 гг. в связи с турецкими нашествиями столица неоккупированной Венгрии, фактически находящейся в руках Габсбургской монархии, переносится в Братиславу. При этом неоккупированная турками часть Венгрии фактически подчиняется Австрийской империи, которая после 1867 г. трансформируется в Австро-Венгрию. 

### Этнический состав по переписям населения Австро-Венгрии
- 1850: немцы (75 %), словаки (18 %), венгры (7,5 %) — оценка;
- 1880: немцы (68 %), словаки (8 %), венгры (8 %), евреи (16 %);
- 1910: немцы (41,92 %), словаки (14,92 %), венгры (40,53 %), прочие (2,7 %), при всём населении 78 223 чел.

Данные составлены на основе родного языка и практически не отражают еврейскую общину (14 %), так как её родным языком стал по большей части немецкий.

### Мадьяризация
Как видно из данных, город имел преимущественно немецкое население до середины XIX века. После революции 1848 и особенно после провозглашения Австро-Венгрии в 1867 г., когда Братислава оказалась в составе венгерской части — Транслейтании в Братиславе усиливается мадьяризация, начинается массовая иммиграция венгров. При этом город утрачивает свои столичные функции в пользу Будапешта. Своего пика мадьяризация достигла около 1910 г., незадолго до распада Австро-Венгрии. Однако, в конечном счёте, наибольший урон она нанесла немецкому населению города, некоторая часть которого мадьяризировалась. Мадьяризации подверглась и средневековая словацкая знать, но к началу XX века в город начали прибывать многочисленные словацкие крестьяне, участвовавшие в процессе урбанизации и индустриализации города.
При этом даже в годы усиленной мадьяризации, окружающие Братиславу пригороды и сельские населённые пункты сохраняли преимущественно словацкий национальный характер. Так, в 1910 прилегающие к городу муниципалитеты на 63,29 % были населены словаками, на 17,39 % немцами, на 13,59 % венграми, при населении в 36.190 человек  Да и в самом Братиславском районе, к которому административно принадлежал город, с населением 389.750 человек, словаки сохраняли относительное большинство 166.017 чел. или 42,6 %, по сравнению с 163,367 венгров (41,9 %), и 53,822 немцев (13,8 %). 
- 1919 (август): Немцы (36 %), словаки (33 %), венгры (29 %), прочие (1,7 %)
- 1930: словаки (33 %), немцы (25 %), чехи (23 %), венгры (16 %), евреи (3,83 %)

## Словакизация
С обретением независимости началась эмиграция венгров и немцев. Многие полуассимилированные словаки вновь переходят на родной язык. Увеличивается приток чехов, прибывших в Словакию по административной линии; немецкое большинство сохраняется лишь в ряде кварталов Старого города; верующие иудеи составляют 12 %, начинается постепенная словакизация оставшихся евреев, венгров и немцев. В результате волнений в конце 30-х происходит массовая депортация чехов и евреев.
- 1940: словаки (49 %), немцы (20 %), венгры (9,53 %), евреи (8,78 %)
- 1961: словаки (95,15 %), чехи (4,61 %), венгры (3,44 %), немцы (0,52 %), евреи (0 %, на 2011 - 597 человек).

### Современная история
Примечание: Немецкое население города было эвакуировано практически полностью при вхождении в город войск Красной Армии в 1945 г., еврейское население было практически полностью уничтожено нацистами в ходе Холокоста. Город приобрёл свой современный практически моноэтнично словацкий характер. Крупнейшее меньшинство — венгры.
- 1970: словаки (92 %), чехи (4,6 %), венгры (3,4 %), немцы (0,5 %)
- 1991: словаки (93,39 %), чехи (2,47 %), венгры (4,6 %), немцы (0,29 %)
- 2001: словаки (91,39 %), венгры (3,84 %), чехи (2 %), немцы (0,28 %)